# 長谷川櫂
長谷川 櫂（はせがわ かい、1954年2月20日 - ）は、日本の俳人。熊本県生まれ。
朝日俳壇選者、ネット歳時記「きごさい」代表、俳句結社「古志」前主宰、東海大学文芸創作学科特任教授、神奈川近代文学館副館長。「蛇笏賞」（角川文化振興財団）、「奥の細道文学賞」「ドナルド・キーン大賞」（草加市）選考委員。
新聞社に勤務するかたわら俳人としても活動し、第一句集『古志』(1985年)で注目される。伝統を重んじる俳風。句集に『天球』(1992年)、『虚空』(2002年)、評論に『古池に蛙は飛びこんだか』(2005年)などがある。

## 略歴
中学時代から俳句をはじめ、のちに平井照敏（加藤楸邨門下、「槙」主宰）、飴山實（安東次男に兄事、主宰誌なし）に学ぶ。東京大学法学部卒業、読売新聞記者を経て俳句に専念。1993年、39歳で俳句結社「古志」を創刊、2009年に、当時31歳の大谷弘至に「古志」主宰を譲った。
複数の句集、東日本大震災を詠んだ歌集を著し、松尾芭蕉、小林一茶、正岡子規（選集編集にも参加）、高浜虚子、加藤楸邨、飯田龍太などの俳人研究、俳句入門書などの著書を刊行。日本文化についての一連の論稿・随想も多い。
特に芭蕉の古池の句の解釈をもとにした俳句の「切れ」と「間」や「奥の細道」解説。また一茶の再評価を梃子にして俳句史の見直しを行っている。
『俳句の宇宙』でサントリー学芸賞（1990年）、句集『虚空』で読売文学賞（2003年）を受賞。2004年より読売新聞に詩歌コラム「四季」を連載開始。プライベートサイト「一億人の俳句入門」で「ネット投句」「うたたね歌仙」を主宰。また1970年に始まった「歌仙の会」（石川淳、丸谷才一、安東次男、大岡信、杉本秀太郎、岡野弘彦らが連衆）を、三浦雅士（文芸評論家）と共に引き継いだ。
「100分de名著　松尾芭蕉『おくのほそ道』」（NHK、2013年）、「課外授業　ようこそ先輩」（NHK、2014年）などのテレビ番組に出演した。

## 著書
句集
- 『古志』牧羊社
- 『天球』花神社
- 『果実』花神社
- 『蓬莱』花神社
- 『虚空』花神社
- 『松島』花神社
- 『初雁』花神社
- 『長谷川櫂全句集』2008年、花神社
- 『新年』角川書店
- 『富士』ふらんす堂
- 『海と竪琴』花神社
- 『鶯』角川書店
- 『震災歌集』2011年、中央公論新社
- 『震災句集』2012年、中央公論新社
- 『唐津』花神社
- 『柏餅』青磁社
- 『吉野』青磁社
- 『沖縄』青磁社
- 『震災歌集 震災句集』2017年、青磁社
『震災歌集』『震災句集』を合本、その後の震災関連の俳句を収録
- 『九月　長谷川櫂句集』2018年、青磁社
- 『太陽の門　長谷川櫂句集』2021年、青磁社
- 『長谷川櫂自選五〇〇句』2024年、朔出版

歌仙集
- 『一滴の宇宙』2015年、思潮社、岡野弘彦、三浦雅士と
- 『永遠の一瞬』2019年、思潮社、岡野・三浦に加え、谷川俊太郎、三角みづ紀、蜂飼耳、小島ゆかりと
- 『歌仙はすごい　言葉がひらく「座」の世界』2019年、中公新書、辻原登、永田和宏

創作入門
- 『一億人の季語入門』角川学芸ブックス
- 『一億人の俳句入門』講談社、のち講談社現代新書
- 『句会入門』講談社現代新書
- 『一億人の「切れ」入門』角川俳句ライブラリー

俳論
- 『俳句の宇宙』花神社、のち中公文庫
- 『古池に蛙は飛びこんだか』花神社、のち中公文庫。芭蕉論
- 『「奥の細道」をよむ』ちくま新書、2007年
  - 改訂新版『「おくのほそ道」を読む』ちくま文庫、2025年

- 編『松尾芭蕉　おくのほそ道』100分de名著ブックス・NHK出版
- 『芭蕉の風雅　あるいは虚と実について』筑摩選書、2015年
- 『子規の宇宙』角川選書、2010年
- 『俳句の誕生』筑摩書房、2018年
- 『国民的俳句百選』講談社、2008年
- 編著『現代俳句の鑑賞101』新書館、2001年
- 「新しい一茶」、河出書房新社『日本文学全集 第12巻　小林一茶』所収、のち「小林一茶」河出文庫、2024年

文化論
- 『和の思想』中公新書、のち岩波現代文庫
- 『海の細道』中央公論新社、紀行文
- 『文学部で読む日本国憲法』ちくまプリマー新書
- 『日本人の暦　今週の歳時記』筑摩選書、2010年

随想集
- 『俳句的生活』中公新書、2004年
- 『四季のうた』中公新書を経て中公文庫（2005年～継続中・計17冊）
- 『花の歳時記』ちくま新書カラー版、2012年
- 『俳句と人間』岩波新書、2022年

絵本
- 『芭蕉さん』2017年、講談社、選句解説、イラスト：丸山誠司

長谷川櫂研究書
- 藤英樹『長谷川櫂 200句鑑賞』2016年、花神社、第16句集「沖縄」まで